# Leap of Faith
Der Leap of faith (englisch, etwa: „Sprung des Glaubens“) galt als das höchste und schwerste Gap der Welt. Es befand sich in der Point Loma High School (2335 Chatsworth San Diego CA). Man sprang dabei über ein Treppengeländer ca. 6 Meter (18 ft, 8') in die Tiefe (entspricht 27 Treppenstufen). Die Treppe wurde 2002 umgestaltet, um weitere Unfälle zu vermeiden.
Bisher soll den Leap of Faith erst ein einziger Skateboarder, Jamie Thomas, ohne Knochenbrüche überstanden haben (zu sehen auf dem ersten Zero Skateboard Video „Thrill Of It All“ von 1997). Der Erfolg seines Sprungs wird allerdings unterschiedlich bewertet: Thomas’ Skateboard zerbrach bei der Landung, weshalb manche den Sprung als nicht erfolgreich ansehen.

## Trivia
- Leap of Faith war Teil des School Levels in Tony Hawk Pro Skater 2